# Ivan Kaliaïev
Ivan Platonovitch Kaliaïev, ou Kaliayev (en cyrillique : Иван Платонович Каляев), né à Varsovie le 6 juillet 1877 et mort pendu à Chlisselbourg le 23 mai 1905, est un révolutionnaire russe qui commit un attentat mortel contre le grand-duc Serge de Russie, gouverneur de la ville de Moscou, le 17 février 1905.

## Biographie
Ivan Kaliaïev naît dans la famille d'un inspecteur de police russe en fonction à Varsovie alors sous administration russe. Sa mère est polonaise. Il entre à l'université de Saint-Pétersbourg en 1897, mais il en est bientôt exclu pour avoir participé à des manifestations anti-gouvernementales et exilé à Ekaterinoslav. Il entre à l'âge de vingt-quatre ans au Parti ouvrier social-démocrate de Russie d'obédience marxiste, mais il rompt rapidement estimant que ce parti est plus orienté vers la théorie que vers l'action révolutionnaire. Kaliaïev parvient à s'inscrire à l'université de Lemberg en Galicie (alors en Autriche-Hongrie) où il noue avec des étudiants russes révolutionnaires. Il est bientôt arrêté au cours d'un séjour à Berlin, car il est porteur de littérature et de tracts de propagande révolutionnaire. Remis aux autorités russes, il est emprisonné pendant une courte période à Varsovie, puis exilé à Iaroslavl.
Ivan Kaliaïev tisse des liens d'amitié avec les socialistes révolutionnaires Boris Savinkov et Alexeï Remizov et devient convaincu que seule l'action terroriste peut mettre fin au régime impérial. Il rencontre Evno Azef qui dirige l'organisation de combat des SR et se porte volontaire pour des assassinats politiques.
Il sert d'agent à l'arrière pendant l'assassinat du comte Plehve qui est tué par Sazonov. Kaliaïev n'a donc pas besoin de se servir de sa bombe. Le prochain assassinat politique vise l'oncle de l'empereur Nicolas II, le grand-duc Serge de Russie, qui est gouverneur de Moscou. L'attentat est prévu le 15 février 1905, alors que le grand-duc doit se rendre à une représentation au Bolchoï donnée au profit de la Croix-Rouge. Au moment de lancer sa bombe contre l'attelage du grand-duc, Kaliaïev se ravise, car il remarque dans la voiture la présence de la grande-duchesse Élisabeth et de ses neveux encore enfants, Dimitri et Marie, et ne veut les tuer (leur mort aurait fait scandale et n'aurait pas aidé leur cause).
Il accomplit son meurtre deux jours plus tard, alors que le grand-duc s'approche de sa résidence moscovite. Le grand-duc et son cocher sont déchiquetés par la bombe. Kaliaïev est aussitôt arrêté. Après son procès, il est emprisonné (la veuve du grand-duc Serge, la grande-duchesse Élisabeth, lui rend visite pour le convertir et obtenir son repentir, en vain). Il est pendu le 23 mai 1905 à la forteresse de Schlüsselburg.

## Hommages littéraires posthumes
Cet épisode historique dans le cadre des prémices de la révolution de 1905 a inspiré Albert Camus pour sa pièce de théâtre Les Justes dont la première a lieu en décembre 1949 au théâtre Hébertot à Paris, ainsi que les écrivains suivants :
- Leonid Andreïev, Le Gouverneur,
- Maxime Gorki, La Vie de Samguine,
- Zinaïda Hippius, Il était ainsi,
- Boris Pasternak, L'Année 1905.